# Frigil canyella
La frigil canyella (Donacospiza albifrons) és un ocell de la família dels tràupids (Thraupidae) i única espècie del gènere Donacospiza Cabanis, 1851.

## Hàbitat i distribució
Habita zones amb herba a prop de l'aigua de les terres baixes del nord de Bolívia, sud-est del Brasil, Paraguai, Uruguai i nord-est de l'Argentina.